# Arthur Amiotte

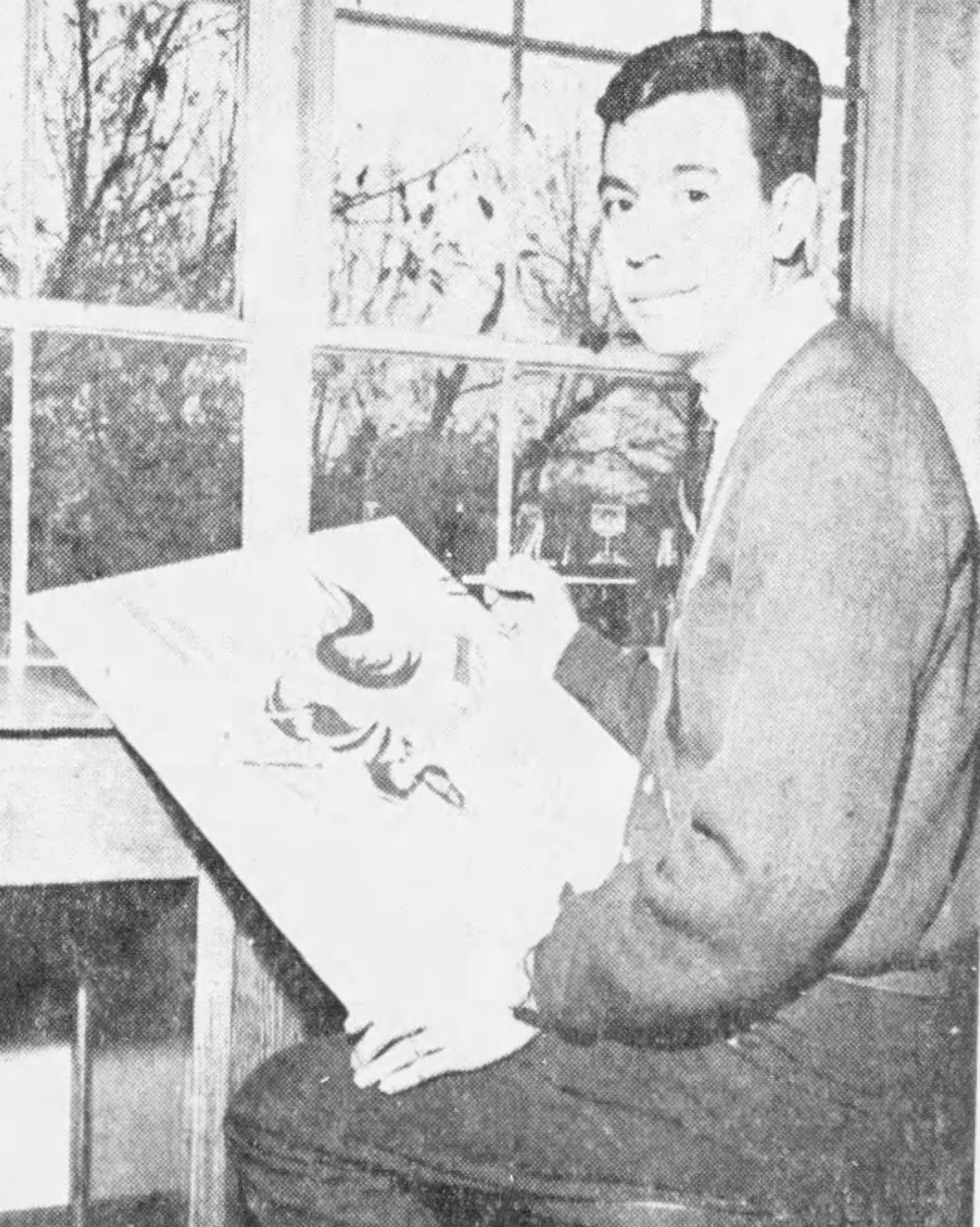
Arthur Amiotte, 1965

Arthur Douglas Amiotte (Lakota Waŋblí Ta Hóčhoka Wašté, englisch Good Eagle Center; * 25. März 1942 in Pine Ridge Reservation, South Dakota) ist ein US-amerikanischer Künstler und Kunsthistoriker. Er gehört dem indianischen Stamm der Oglála Lakota an und ist für verschiedene Museen und Kommissionen als Berater zur Kultur der Great-Plains-Stämme tätig. Amiotte lebt in Custer, South Dakota.

## Künstlerische Laufbahn und familiärer Hintergrund
Amiotte war ein Schüler von Oscar Howe, dessen Synthese von Tradition und Moderne er mit eigenständigen Akzenten fortsetzt. Bedeutenden Einfluss hatten auch seine Großmutter Christina Standing Bear sowie sein Urgroßvater Standing Bear (Mató Nájin), dessen Zeichentalent er auch geerbt hat. Amiotte stammt somit aus einer Familie von Indian intellectuals, deren Tradition er fortsetzt. Er versteht sich selbst als „an ambassador on behalf of the Lakota and for the traditional arts of Native Americans“.
Großen Einfluss hatte auch der Lakota-Medizinmann Pete Catches, der ihn zwischen 1972 und 1981 in die Spiritualität und die damit verbundenen Zeremonien der Lakota-Tradition einführte. Die mystischen Erfahrungen auf der Grundlage der Lakota-Philosophie prägen Amiottes Kunst. Sein Schaffen insgesamt ist Ausdruck der Lakól wicóh’an washtélaka, der Liebe zu den Lakota-Traditionen. Aus dieser Überzeugung heraus ist Amiotte zugleich Förderer der Lakota-Riten wie etwa des Sun Dance (wiwányank wacípi). Die visionären Erfahrungen bei den traditionellen Zeremonien schlagen sich auch in seinen künstlerischen Werken nieder (Sun Dance-Szenen).
Die Collagen-Arbeiten von Arthur Amiotte sind von Ledger Art inspiriert. Auf geistreiche Art und Weise demonstriert er damit den Bruch zwischen der traditionellen und modernen Lakota-Kultur ("The Visit," 1995, Acrylic-Collage; Buffalo Bill Historical Center, Wyoming).

## Titel und Funktionen
1964 erlangte Amiotte den Bachelor für Kunsterziehung am Northern State College in Aberdeen/South Dakota, anschließend den Master für Interdisziplinäre Studien der Anthropologie, Religion und Kunst an der Universität von Montana. Später verlieh man ihm die Ehrendoktorwürde des Oglala Lakota College und der Universität in Brandon/Kanada. 
Als Künstler und Kulturberater an der Schnittstelle zwischen moderner und traditioneller indigener Kunst erhielt er unter anderem die Titel und Funktionen als Kunstpädagoge (educator), Berater für die nativen Kulturen der Northern Plains und außerordentlicher Professor für Native Studies an der Universität Brandon.   
Als Experte und Berater wurde er in zahlreiche Kommissionen und Ausschüsse berufen, unter anderem als zeitweiliger Berater am Smithsonian’s National Museum of the American Indian sowie des Presidential Advisory Council for the Performing Arts am Kennedy Center. Er ist Mitglied des Indian Advisory Board des Buffalo-Bill-Museums in Cody/Wyoming, des Board of Directors for the Native American Art Studies Association, des Council of Regents of the Institute of American Indian Arts sowie des United States Department of the Interior’s Indian Arts and Crafts Board.
Amiotte war beteiligt an der Organisation von Ausstellungen über die Kultur der Great-Plains-Stämme, unter anderem im Wheelwright-Museum/Santa Fe, im Akta Lakota-Museum, Chamberlain, South Dakota, im Buffalo Bill Historical Center/Cody und im Museum der Weltkulturen/Frankfurt am Main.

## Weitere Tätigkeiten und Ausstellungen
Amiotte unternimmt zahlreiche Vortragsreisen im In- und Ausland. Als Buchautor war er 1989 an dem Werk Illustrated History of the Arts in South Dakota mit einem Kapitel über die Kultur der Sioux beteiligt. 
Sein vielseitiges Werk von Malerei über Bildhauerei bis zu Arbeiten mit Stoff ist in 26 öffentlichen und etwa 200 privaten Sammlungen präsent. Besonders bekannt sind seine Serien von Collagen, in denen er pointiert mit Witz und Scharfsinn den Spannungsbogen der Lakota-Kultur zwischen Tradition und Moderne zur Darstellung bringt („The Visit“, 1995, Acryl-Collage; Buffalo Bill Historical Center). 
Amiotte definiert sein Schaffen darin als der Reservatskultur verpflichtet, verbunden mit einem Spagat zwischen Gestern und Heute, der oft in erstaunlicherweise gemeistert wird; hierzu Amiotte: „I realized that contemporary art was ignoring the whole reservation period. This had been a dynamic time. Some people were going to school in the east, to Carlisle and Hampton. (...) People were moving onto land allotments. They were familiar with print media, exposed to lots of magazines, pictures, photographs (...) Daily life was infused with this mixture of nonliterate/literate. There were new technologies (...) it seemed to me that it was more honest to deal with all this in my art, rather than to create a fake hide painting“.

## Auszeichnungen (Auswahl)
- Arts International
- Lila Wallace Readers Digest Artists in Giverny, Frankreich
- Getty Foundation Grant
- Bush Leadership Fellowship (1981)
- The South Dakota Governor’s Award for Outstanding Creative Achievement in Arts
- Lifetime Achievement Award as Artist and Scholar from the Native American Art Studies Association
- Bush Artist Fellowship (2002).

## Werke (Auswahl)
- Arthur Amiotte: The Lakota Sun Dance – Historical and Contemporary Perspectives. In: Raymond J. DeMaillie/Douglas R. Parks (Hrsg.): Sioux Indian Religion: Tradition and Innovation. University of Oklahoma Press, Norman 1987, ISBN 978-0806120553 (mit Illustrationen des Künstlers).
- Arthur Amiotte: Eagles Fly Over und Our Other Selves. In: D.M. Dooling/Paul Jordan-Smith (Hrsg.): I Become Part of It – Sacred Dimensions in Native American Life. Parabola Books, New York 2002, ISBN 978-0930407070.
- Arthur Amiotte, Vic Runnels: Art & Indian children of the Dakotas: An introduction to art and other ideas. U.S. Bureau of Indian Affairs, Aberdeen (S.D.) 1978.
- Myles Libhart, Arthur Amiotte: Photographs and poems by Sioux children from the Porcupine Day School, Pine Ridge Indian Reservation, South Dakota. U.S. Department of the Interior, Rapid City 1971.